# Найдовші річки України
Територією України протікає близько 63 тис. річок із загальною довжиною близько 206 тис. км, з них близько 3 тис. понад 10 км завдовжки, 120 — понад 100 км. Характер річок, зокрема густота річкової мережі, величина стоку, водоносність, сезонні й багаторічні зміни тощо, залежать від клімату, рельєфу, геологічної основи, рослинного покриву, культурного освоєння місцевості та інших факторів.
Нижче поданий список найдовших річок України. До списку включені річки, довжина яких у межах України становить понад 100 км.

## Річки довжиною понад 100 км
Дані в таблиці подані на основі видань «Каталог річок України» (басейни Дністра, Салгиру) та «Ресурсы поверхностных вод СССР» (інші басейни), якщо не зазначене інше джерело.
Легенда
Колірним кодом у першій комірці зазначено приналежність до водозбірного басейну:
| Чорного моря річки басейну Дунаю річки басейну Дніпра річки басейну Дністра річки басейну Південного Бугу річки басейнів озер Північного Причорномор'я, Чатирлик | Азовського моря річки басейну Дону річки басейну Міусу річки басейну Салгиру інші річки басейну Азовського моря Балтійського моря річки басейну Вісли |

|          | Назва річки       | Куди впадає                | Довжина, км     | Довжина, км | Площа басейну, км² | Примітка |
| загальна | Назва річки       | Куди впадає                | в межах України |             | Площа басейну, км² | Примітка |
| -------- | ----------------- | -------------------------- | --------------- | ----------- | ------------------ | --- |
|          | Дніпро            | Чорне море                 | 2201            | 1121        | 504 000            | Площа басейну в межах України — 286 000 км². До будівництва водосховищ загальна довжина річки складала 2285 км. Згідно з ДВК довжина в межах України — 1155 км, площа басейну — 504 300 км². |
|          | Дністер           | Чорне море                 | 1362            | 925         | 72 100             | Згідно з ДВК довжина в межах України — 961 км. |
|          | Південний Буг     | Чорне море                 | 806             | 806         | 63 700             | Згідно з ДВК довжина — 849 км. |
|          | Сіверський Донець | Дон                        | 1053            | 700         | 98 900             | Згідно з ДВК довжина в межах України — 631 км. |
|          | Горинь            | Прип'ять                   | 659             | 577         | 27 700             | Згідно з ДВК довжина в межах України — 638 км, площа басейну — 27 650 км². |
|          | Десна             | Дніпро                     | 1130            | 575         | 88 900             | Згідно з ДВК довжина в межах України — 594 км. |
|          | Інгулець          | Дніпро                     | 549             | 549         | 13 700             | Згідно з ДВК довжина в межах України — 558 км, площа басейну — 14 460 км². |
|          | Псел (Псьол)      | Дніпро                     | 717             | 520         | 22 800             | Згідно з ДВК довжина в межах України — 566 км. |
|          | Случ              | Горинь                     | 451             | 451         | 13 800             | Згідно з ДВК довжина — 480 км, площа басейну — 13 900 км². |
|          | Стир              | Прип'ять                   | 494             | 424         | 12 900             | Згідно з ДВК довжина в межах України — 464 км, площа басейну — 13 130 км². |
|          | Західний Буг      | Нарев                      | 772             | 394         | 73 470             | Площа басейну в межах України — 10 100 км². За іншими даними довжина в межах України — 401 км.                                                                                               |
|          | Тетерів           | Дніпро                     | 365             | 365         | 15 100             | За іншими даними довжина річки — 385 км, площа басейну — 15300 км². |
|          | Сула              | Дніпро                     | 363             | 363         | 19 600             | Довжина в межах Сумської області — 152 км, в межах Полтавської — 213 км. |
|          | Інгул             | Південний Буг              | 354             | 354         | 9890               | |
|          | Ворскла           | Дніпро                     | 464             | 348         | 14 700             | Довжина в межах Сумської області — 122 км, в межах Полтавської — 226 км. |
|          | Рось              | Дніпро                     | 346             | 346         | 12 600             | |
|          | Оріль             | Дніпро                     | 346             | 346         | 9800               | |
|          | Удай              | Сула                       | 327             | 327         | 7030               | |
|          | Вовча             | Самара                     | 323             | 323         | 13 300             | |
|          | Самара            | Дніпро                     | 320             | 320         | 22 600             | |
|          | Хорол             | Псел                       | 308             | 308         | 3870               | |
|          | Прут              | Дунай                      | 967             | 286         | 27 540             | За іншими даними загальна довжина річки — 910 км, в межах України — 229 км. |
|          | Прип'ять          | Дніпро                     | 775             | 261         | 114 300            | Площа басейну в межах України — 76 600 км². За іншими даними довжина річки — 748 км або 761 км                                                                                               |
|          | Уж                | Прип'ять                   | 256             | 256         | 8080               | |
|          | Збруч             | Дністер                    | 244             | 244         | 3395               | |
|          | Серет             | Дністер                    | 242             | 242         | 3900               | |
|          | Салгир            | Азовське море (зат. Сиваш) | 232             | 232         | 4010               | |
|          | Стрий             | Дністер                    | 230             | 230         | 3055               | |
|          | Сейм              | Десна                      | 784             | 223         | 27 500             | Довжина в межах Сумської області — 167 км, в межах Чернігівської — 56 км. За іншими даними загальна довжина — 748 км.                                                                        |
|          | Айдар             | Сіверський Донець          | 264             | 213         | 7420               | |
|          | Кальміус          | Азовське море              | 209             | 209         | 5070               | |
|          | Тиса              | Дунай                      | 966             | 201         | 153 000            | Площа басейну в межах України — 11 300 км². Утворюється внаслідок злиття Чорної Тиси і Білої Тиси. Довжина з урахуванням Чорної Тиси — 1015 км, в межах України — 250 км.                    |
|          | Висунь            | Інгулець                   | 201             | 201         | 2670               | |
|          | Остер             | Десна                      | 199             | 199         | 2950               | |
|          | Лугань            | Сіверський Донець          | 198             | 198         | 3740               | |
|          | Молочна           | Азовське море              | 197             | 197         | 3450               | Впадає у Молочний лиман Азовського моря |
|          | Снов              | Десна                      | 253             | 190         | 8700               | |
|          | Стохід            | Прип'ять                   | 188             | 188         | 3150               | |
|          | Турія             | Прип'ять                   | 184             | 184         | 2800               | |
|          | Оскіл             | Сіверський Донець          | 472             | 178         | 14 800             | |
|          | Дунай             | Чорне море                 | 2850            | 175         | 817 000            | Протікає по кордону з Румунією. |
|          | Уборть            | Прип'ять                   | 292             | 170,6       | 5820               | |
|          | Кринка            | Міус                       | 180             | 170         | 2630               | |
|          | Смотрич           | Дністер                    | 169             | 169         | 1800               | |
|          | Гірський Тікич    | Гнилий Тікич               | 167             | 167         | 3510               | |
|          | Велика Вись       | Синюха                     | 166             | 166         | 2860               | |
|          | Ірпінь            | Дніпро                     | 162             | 162         | 3340               | |
|          | Мурафа            | Дністер                    | 162             | 162         | 2440               | |
|          | Тясмин            | Дніпро                     | 161             | 161         | 4540               | |
|          | Базавлук          | Дніпро                     | 157             | 157         | 4200               | |
|          | Гнилий Тікич      | Синюха                     | 157             | 157         | 3150               | |
|          | Іква              | Стир                       | 156             | 156         | 2250               | |
|          | Чичиклія          | Південний Буг              | 156             | 156         | 2120               | |
|          | Тилігул           | Тилігульський лиман        | 154             | 154         | 3300               | За іншими даними довжина річки — 162 км. |
|          | Деркул            | Сіверський Донець          | 163             | 153         | 5180               | |
|          | Великий Куяльник  | Куяльницький лиман         | 150             | 150         | 1860               | За іншими даними довжина річки — 180 км. |
|          | Кодима            | Південний Буг              | 149             | 149         | 2470               | |
|          | Мокрі Яли         | Вовча                      | 147             | 147         | 2660               | |
|          | Стрипа            | Дністер                    | 147             | 147         | 1610               | |
|          | Кінська           | Дніпро                     | 146             | 146         | 2580               | Інша назва — Конка |
|          | Саксагань         | Інгулець                   | 146             | 146         | 2020               | |
|          | Здвиж             | Тетерів                    | 145             | 145         | 1720               | |
|          | Латориця          | Бодрог                     | 191             | 144         | 7860               | Площа басейну в межах України — 2900 км² |
|          | Супій             | Дніпро                     | 144             | 144         | 2160               | |
|          | Мокра Сура        | Дніпро                     | 138             | 138         | 2830               | |
|          | Уда               | Сіверський Донець          | 164             | 136         | 3894               | Інша назва — Уди |
|          | Ірша              | Тетерів                    | 136             | 136         | 3070               | |
|          | Чорний Ташлик     | Синюха                     | 135             | 135         | 2390               | |
|          | Казенний Торець   | Сіверський Донець          | 134             | 134         | 5410               | |
|          | Красна            | Сіверський Донець          | 131             | 131         | 2710               | |
|          | Берда             | Азовське море              | 130             | 130         | 1720               | |
|          | Гайчул            | Вовча                      | 130             | 130         | 2140               | |
|          | Золота Липа       | Дністер                    | 126             | 126         | 1310               | У верхній течії — Західна Золота Липа (42 км) |
|          | Клевень           | Сейм                       | 133             | 124         | 2660               | |
|          | Ломниця           | Дністер                    | 122             | 122         | 1430               | Інша назва — Лімниця |
|          | Ушиця             | Дністер                    | 122             | 122         | 1400               | |
|          | Кучурган          | Турунчук                   | 123             | 119         | 2420               | |
|          | Малий Куяльник    | Хаджибейський лиман        | 118             | 118         | 1860               | За іншими даними довжина річки — 89 км. |
|          | Оржиця            | Сула                       | 117             | 117         | 2120               | |
|          | Мерла             | Ворскла                    | 116             | 116         | 2030               | |
|          | Роставиця         | Рось                       | 116             | 116         | 1460               | |
|          | Кільчень          | Самара                     | 116             | 116         | 966                | |
|          | Соб               | Південний Буг              | 115             | 115         | 2840               | |
|          | Мертвовод         | Південний Буг              | 114             | 114         | 1820               | |
|          | Хомора            | Случ                       | 114             | 114         | 1460               | |
|          | Трубіж            | Дніпро                     | 113             | 113         | 4700               | |
|          | Берека            | Сіверський Донець          | 113             | 113         | 2680               | |
|          | Верхня Терса      | Вовча                      | 113             | 113         | 1680               | |
|          | Льва              | Ствига                     | 172             | 111         | 2700               | У нижній течії (на території Білорусі) — Моства |
|          | Синюха            | Південний Буг              | 111             | 111         | 16 700             | Утворюється внаслідок злиття Великої Висі і Гнилого Тікичу |
|          | Сарата            | оз. Сасик                  | 120             | 110         | 1250               | |
|          | Жерев             | Уж                         | 108             | 108         | 1470               | За іншими даними довжина річки — 96 км або 105 км. |
|          | Орчик             | Оріль                      | 108             | 108         | 1460               | |
|          | Уж                | Лаборець                   | 128             | 107         | 2750               | Площа басейну в межах України — 2010 км². Утворюється внаслідок злиття Угу (лівого) і Угу (правого). Загальна довжина з Угом (лівим) — 153 км.                                               |
|          | Свіча             | Дністер                    | 107             | 107         | 1493               | |
|          | Біюк-Карасу       | Салгир                     | 106             | 106         | 1160               | Інша назва — Велика Карасівка |
|          | Боржава           | Тиса                       | 106             | 106         | 1360               | |
|          | Жванчик           | Дністер                    | 106             | 106         | 769                | |
|          | Убідь             | Десна                      | 106             | 106         | 1310               | |
|          | Чатирлик          | Чорне море                 | 106             | 106         | 2250               | |
|          | Велика Кам'янка   | Сіверський Донець          | 118             | 105         | 1810               | |
|          | Гуйва             | Тетерів                    | 105             | 105         | 1525               | За іншими даними довжина річки — 97 км. |
|          | Кам'янка          | Рось                       | 105             | 105         | 750                | |
|          | Бик               | Самара                     | 104             | 104         | 1430               | |
|          | Ятрань            | Південний Буг              | 104             | 104         | 2170               | |
|          | Рів               | Південний Буг              | 104             | 104         | 1160               | |
|          | Гнилий Єланець    | Південний Буг              | 103             | 103         | 1240               | |
|          | Берестова         | Оріль                      | 102             | 102         | 1810               | |
|          | Коломак           | Ворскла                    | 102             | 102         | 1650               | |
|          | Громоклія         | Інгул                      | 102             | 102         | 1610               | |
|          | Когильник         | оз. Сасик                  | 221             | 101,6       | 3910               | |
|          | Серет             | Дунай                      | 513             | 100         | 47 600             | Площа басейну в межах України — 1510 км². За іншими даними довжина річки — 521 км. |
|          | Обитічна          | Азовське море              | 100             | 100         | 1430               | |
|          | Ольшанка          | Дніпро                     | 100             | 100         | 1260               | Інші назви — Вільшана, Вільшанка |
|          | Ромен             | Сула                       | 100             | 100         | 1660               | |

Річки загальною довжиною понад 100 км, довжина яких в межах України менше 100 км
- Сян
- Ворсклиця
- Ствига
- Жолонь
- Словечна
- Судость
- Сож
- Міус
- Кундрюча
- Сучава
- Мокрий Яланчик
- Чага
- Сарата
- Ялпуг

## Галерея

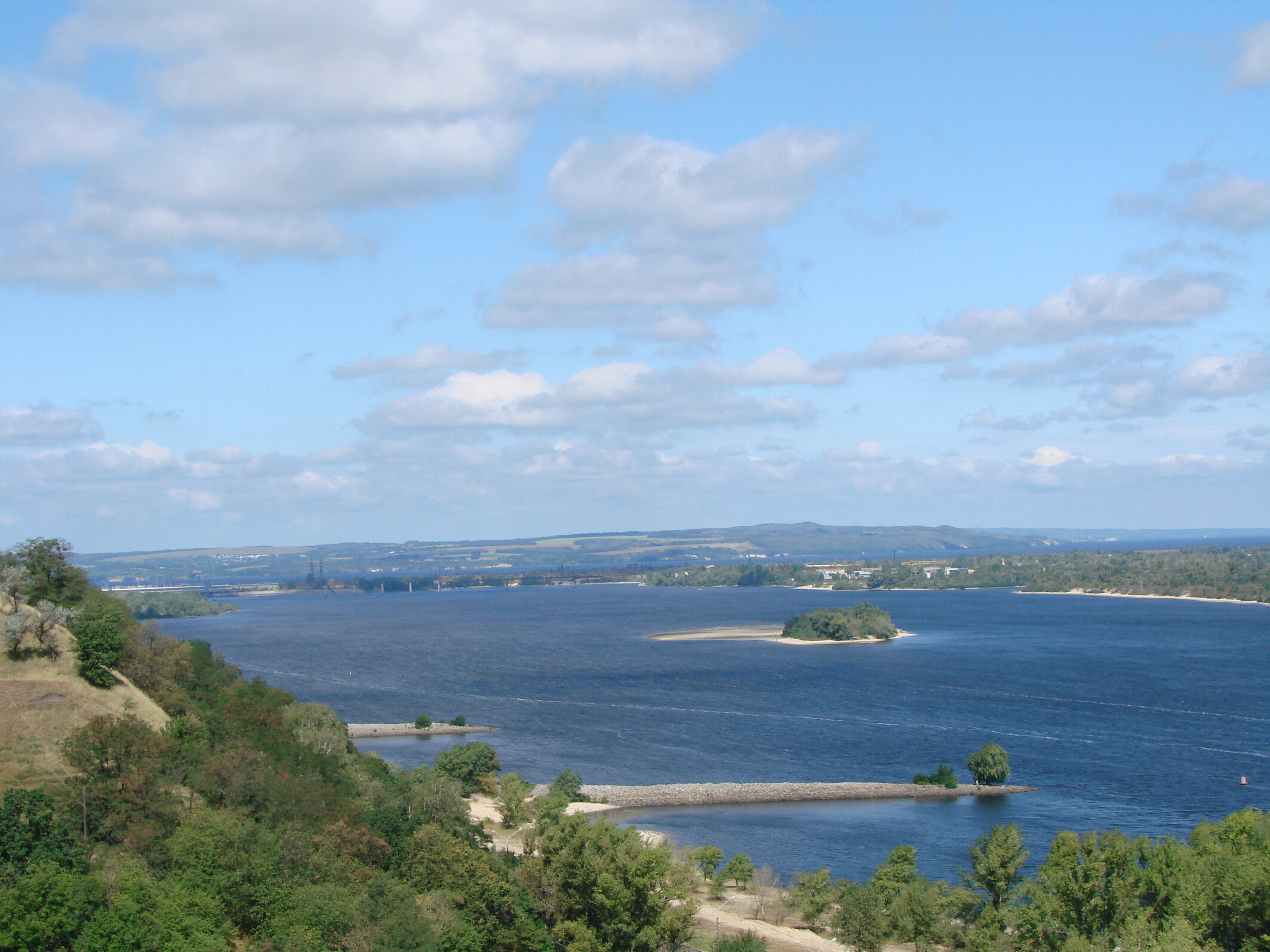
Дніпро в Каневі
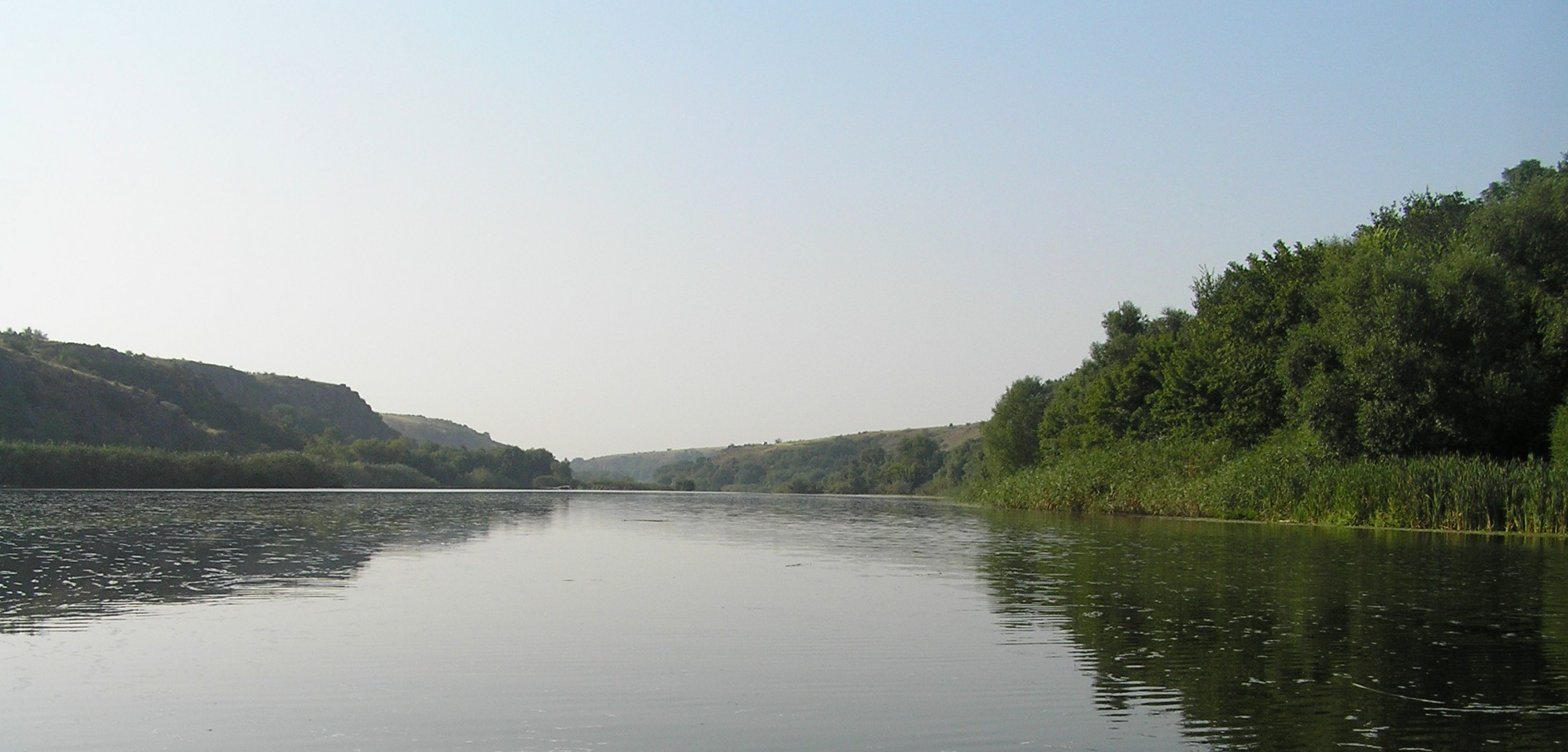
Південний Буг на Миколаївщині
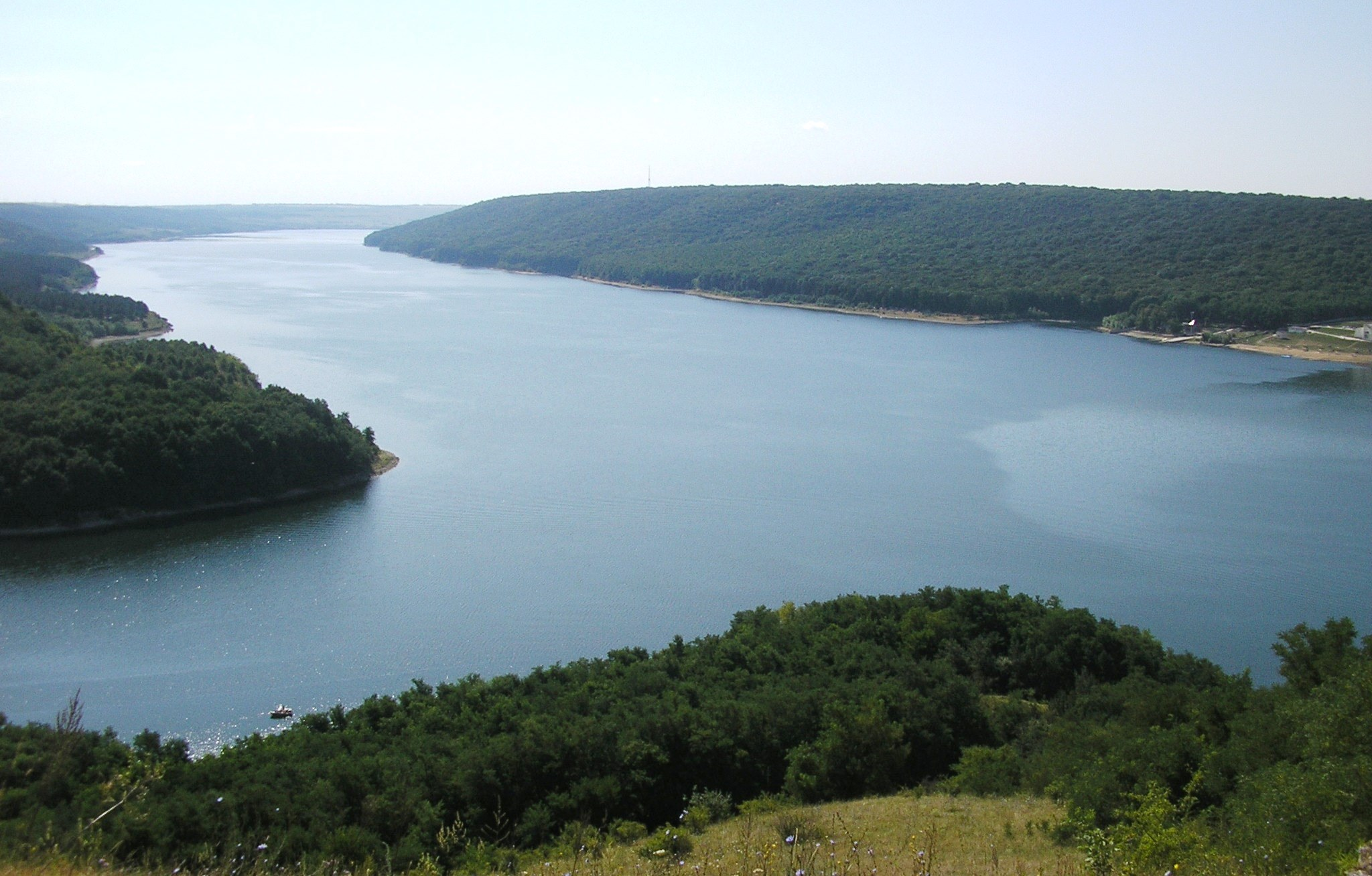
Дністровське водосховище на Дністрі
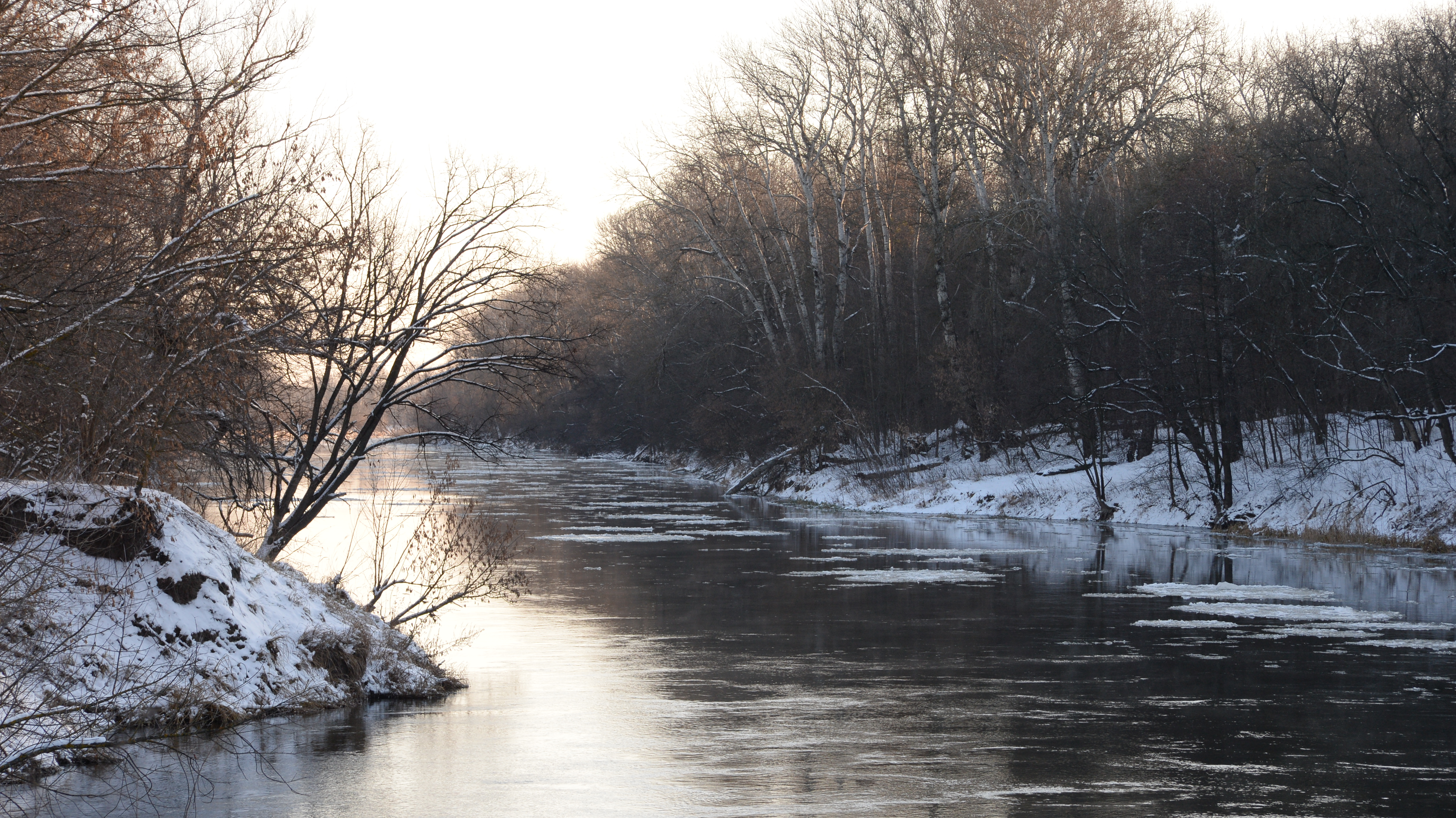
Сіверський Донець біля Яремівки
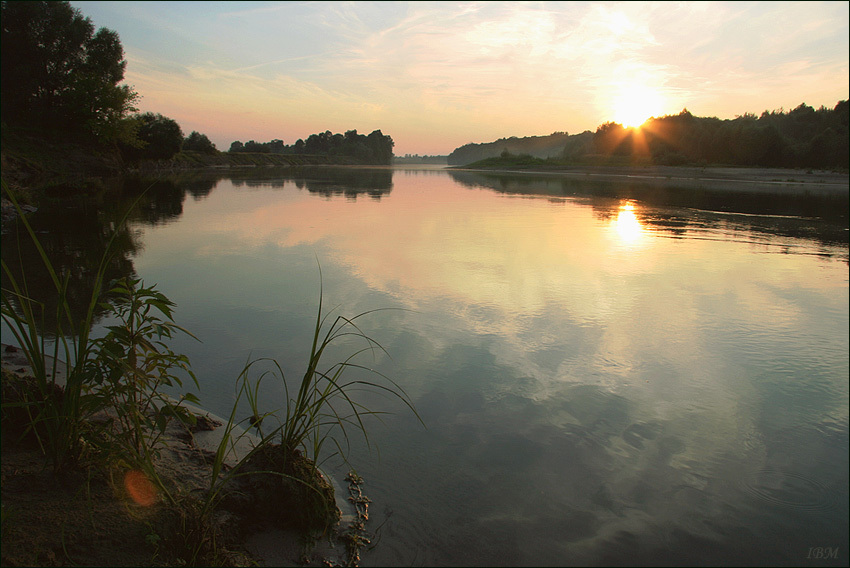
Десна
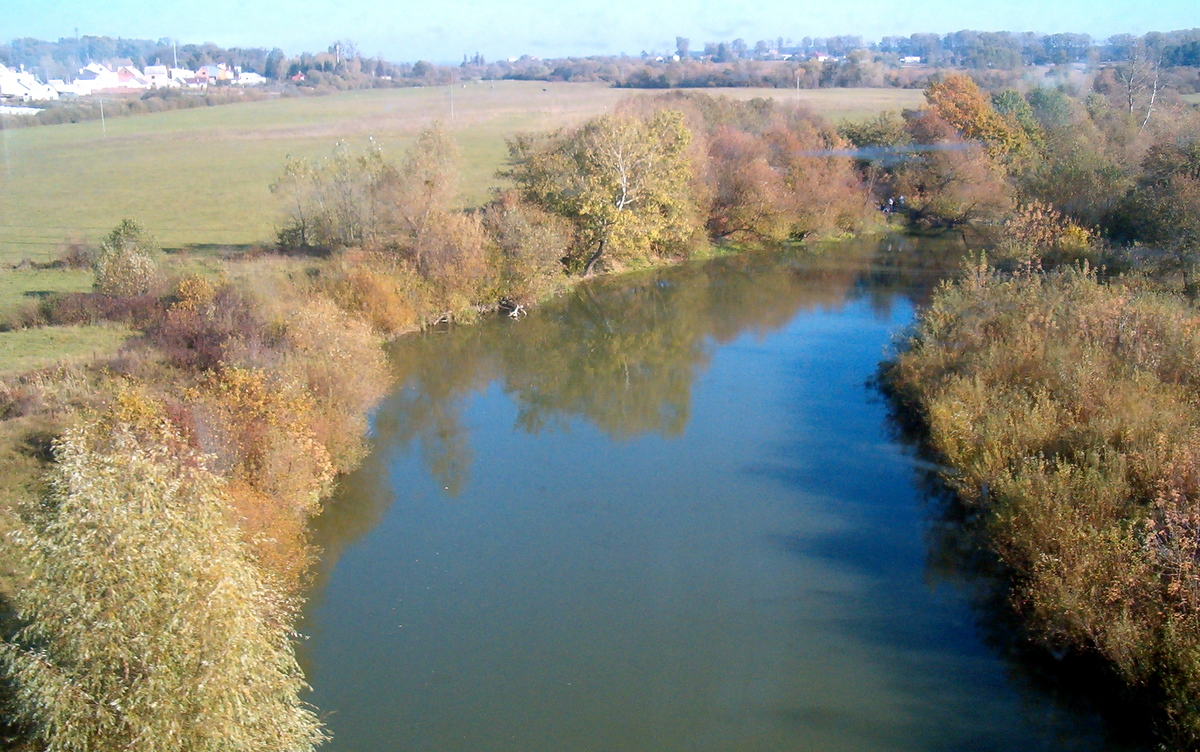
Горинь біля Олександрії Рівненського району
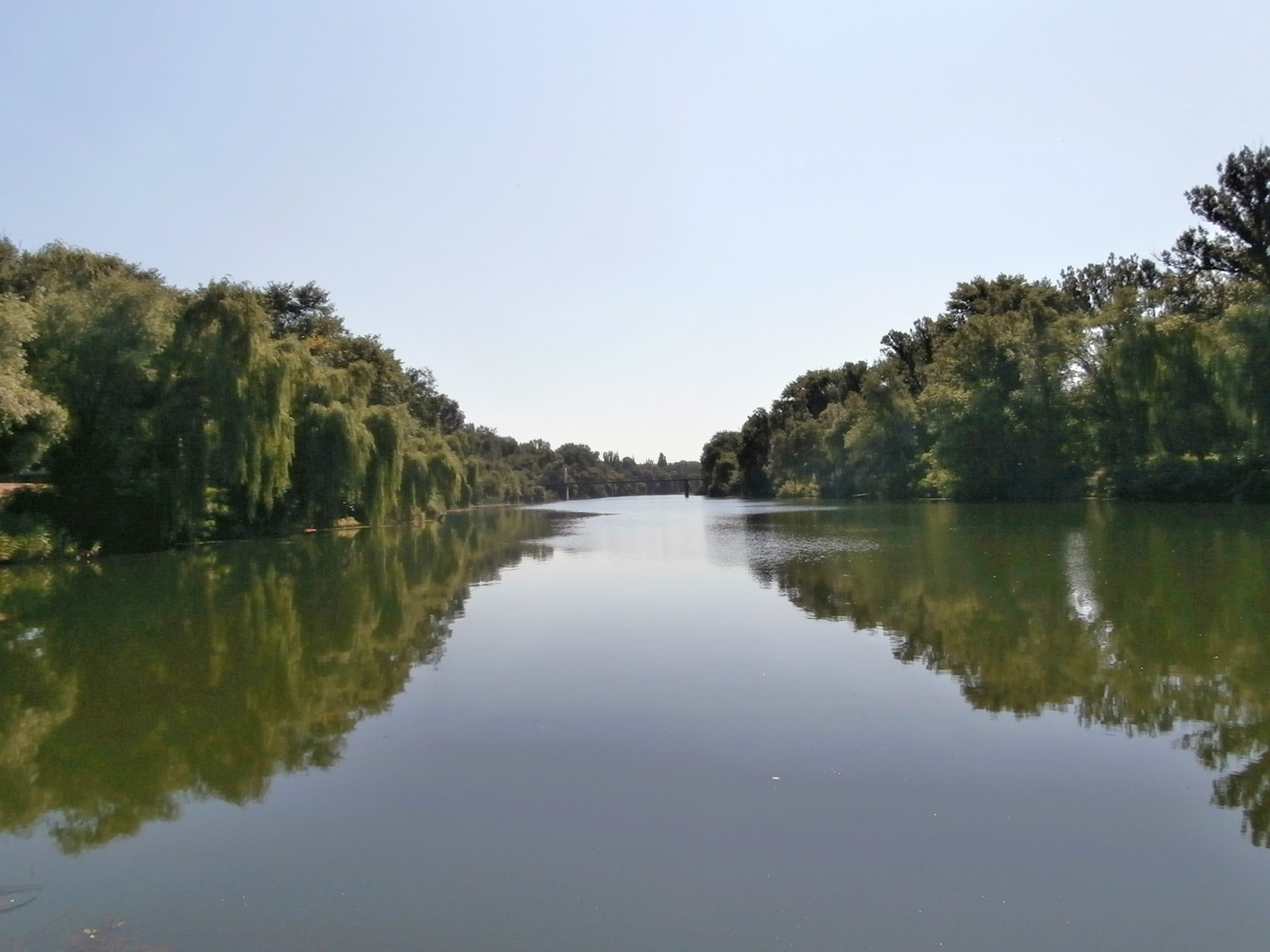
Інгулець у Кривому Розі
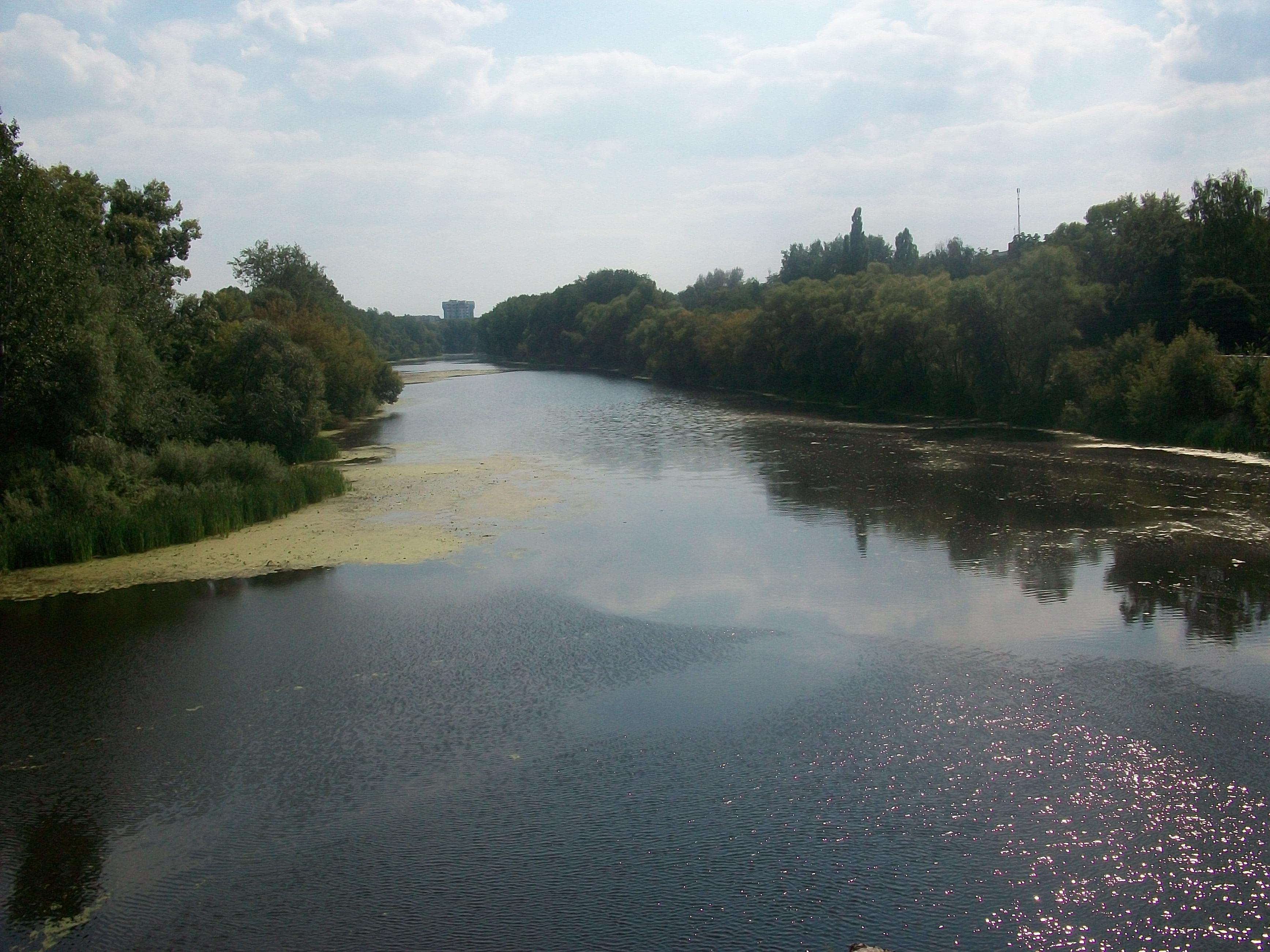
Псел у Сумах
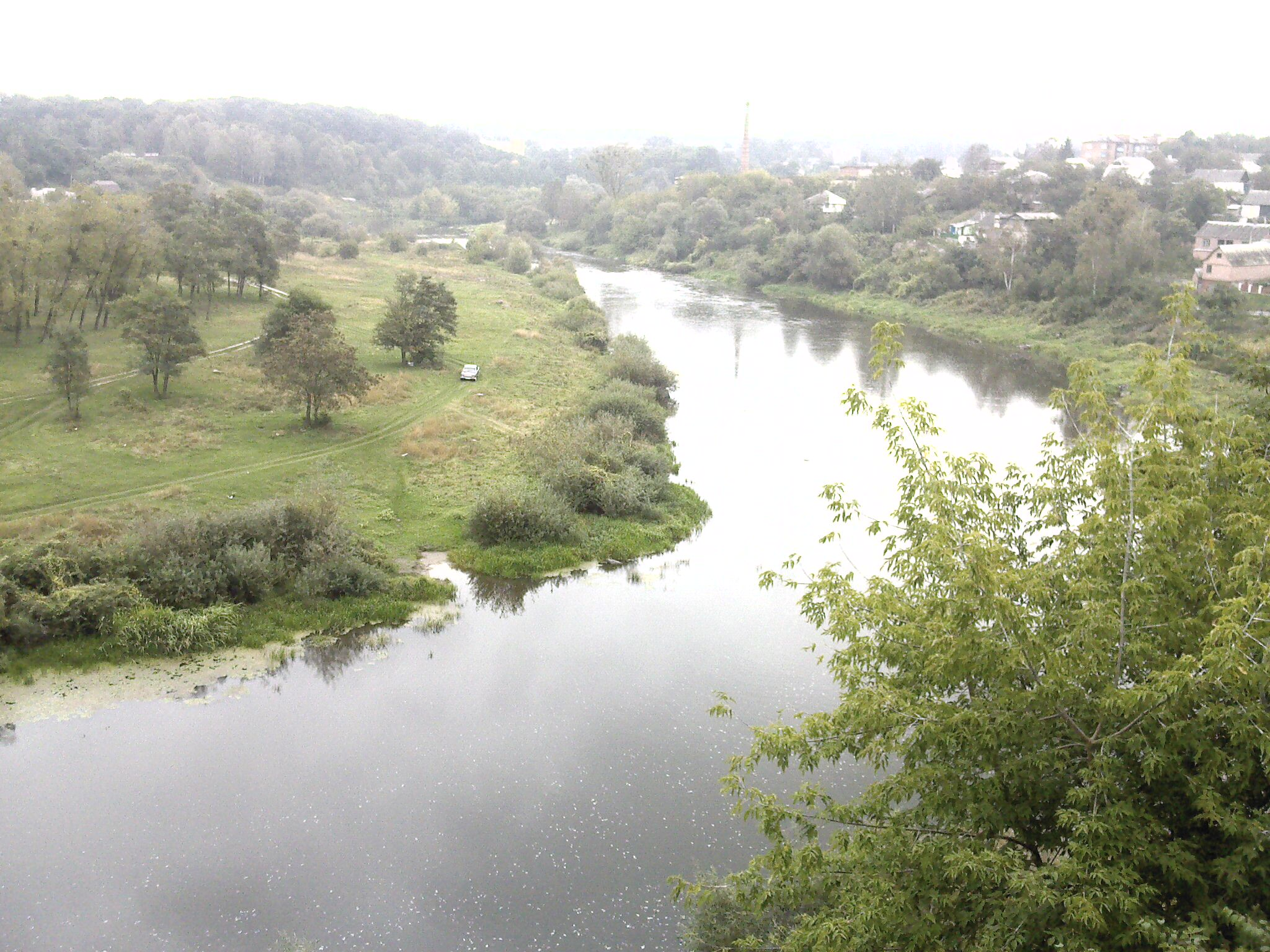
Случ у Новограді-Волинському
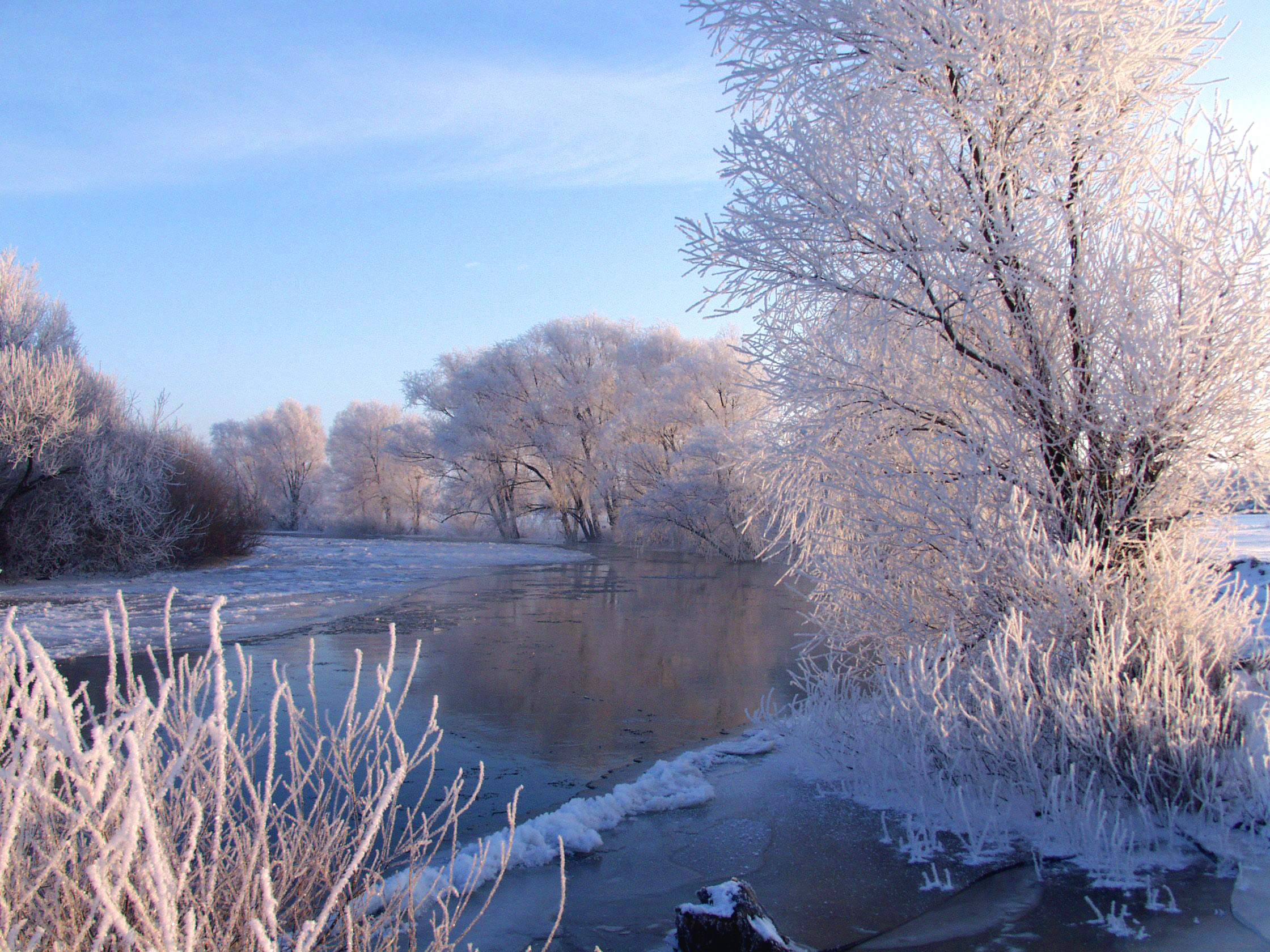
Стир у Вараші взимку
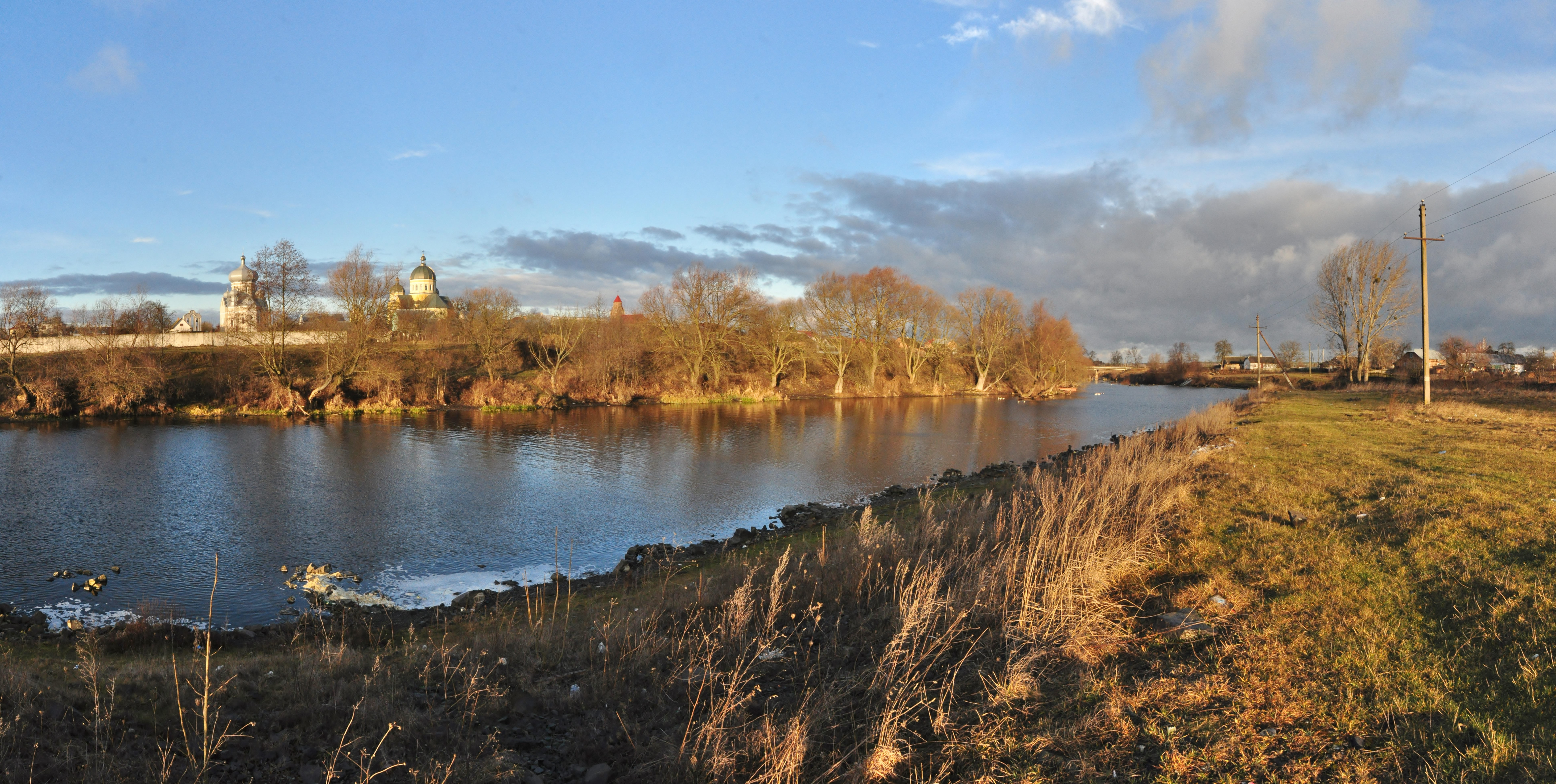
Західний Буг у Старому Добротворі
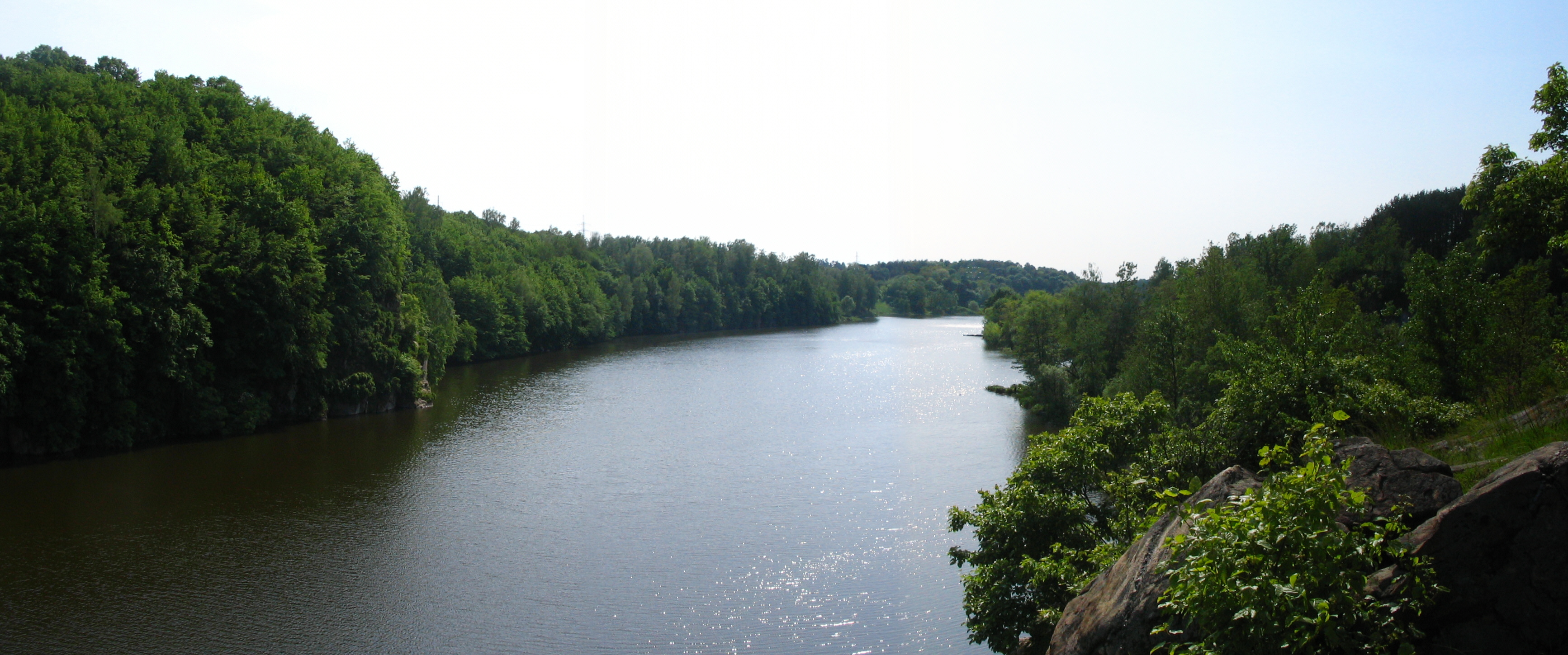
Тетерів біля Житомира

## Використана література
- Ресурсы поверхностных вод СССР. Т. 6. Украина и Молдавия. Вып. 1. Западная Украина и Молдавия (без бассейна р. Днестра) / Под ред. М. С. Каганера. — Л. : Гидрометеоиздат, 1978. — 491 с.
- Ресурсы поверхностных вод СССР. Т. 6. Украина и Молдавия. Вып. 2. Среднее и Нижнее Поднепровье / Под ред. М. С. Каганера. — Л. : Гидрометеоиздат, 1971. — 656 с.
- Ресурсы поверхностных вод СССР. Т. 6. Украина и Молдавия. Вып. 3. Бассейн Северского донца и реки Приазовья / Под ред. М. С. Каганера. — Л. : Гидрометеоиздат, 1967. — 492 с.
- Каталог річок України / відп. ред. В. І. Мокляк. — К. : Вид-во АН УРСР, 1957. — 192 с.
- Україна у цифрах, 2019. Статистичний збірник / відп. О. А. Вишневська. — К. : Державна служба статистики України, 2020. — 44 с.
- Українська радянська енциклопедія : [в 12-ти т.] / гол. ред. М. П. Бажан ; редкол.: О. К. Антонов та ін. — 2-ге вид. — Т. 11, кн. 2 : Українська Радянська Соціалістична Республіка. — К. : Голов. ред. УРЕ, 1984. — 494, [2] с., [36] арк. іл. : іл., табл., портр., карти + 2 арк. — 50 000 прим.